# 吉川敏一
吉川 敏一（よしかわ としかず、1947年 - ）は、日本の医師、医学者（消化器病学・フリーラジカル学）。学位は医学博士（京都府立医科大学・1983年）。日本酸化ストレス学会名誉理事長。
東京大学先端科学技術研究センター教授、京都府立医科大学医学部教授、京都府立医科大学大学院医学研究科教授、東京大学大学院農学生命科学研究科特任教授、京都府立医科大学予防医学センターセンター長、京都府立医科大学医療センター所長、京都府立医科大学学長（第21代）、京都府公立大学法人副理事長などを歴任した。

## 概要
京都府出身の医学者である。フリーラジカルについての研究などが知られており、国際フリーラジカル学会の日本支部である「SFRR Japan」の起ち上げにも尽力した。のちに国際フリーラジカル学会の会長に就任した。また、長年に渡って京都府立医科大学にて教鞭を執り、医学部や大学院医学研究科にて教授を務め、予防医学センターのセンター長や医療センターの所長など要職を歴任した。2011年から2017年にかけては、京都府立医科大学の学長を務めるとともに、京都府立医科大学を設置・運営する「京都府公立大学法人」にて副理事長を務めた。

## 来歴

### 生い立ち
1947年、京都府にて生まれた。京都府立医科大学に進学し、医学部にて学んだ。1973年3月、京都府立医科大学を卒業した。同年5月より、母校である京都府立医科大学の附属病院にて研修医として勤務することになり、第三内科に配属された。

### 医学者として
1981年4月、母校である京都府立医科大学に採用され、医学部の助手に就任した。医学部においては、主として第一内科学教室を担当した。また、並行して1984年1月より、ルイジアナ州立大学にて客員教授を兼任した。さらに、1993年4月からは、東京大学にて先端科学技術研究センターの教授に併任された。先端科学技術研究センターにおいては、主として情報機能材料分野を担当した。そのほかにも、1986年8月21日から同年10月21日まで明治鍼灸大学の講師を、1987年4月1日から1997年9月20日まで京都薬科大学の講師を、1989年4月1日から1990年3月31日まで岡山大学にて医学部の講師を、1993年4月1日から1994年3月31日まで大阪市立大学にて医学部の講師を、それぞれ非常勤で兼任していた。また、科学技術庁の附属機関である放射線医学総合研究所においては、1991年11月29日から1992年3月31日にかけて、および、1993年8月1日から1994年3月31日にかけて、非常勤で職員を兼任していた。なお、『Lipid peroxidation damage and its protection by vitamin E』と題した博士論文を京都府立医科大学に提出し、1983年5月27日に医学博士の学位を取得している。
1995年4月、本務である京都府立医科大学の医学部において、助教授に昇任した。助教授となってからも、引き続き第一内科学教室を担当した。また、京都府立医科大学での勤務と並行して、1996年4月1日から2004年3月31日まで徳島大学にて工学部の客員講師を、1999年10月1日から2000年3月31日まで神戸大学にて医学部の客員講師を、それぞれ非常勤で兼任していた。
2000年9月、本務である京都府立医科大学の医学部にて、教授に昇任した。教授となってからも、引き続き第一内科学教室を担当した。また、京都府立医科大学での勤務と並行して、同年9月1日から2002年3月31日まで椙山女学園大学にて大学院の生活科学研究科の講師を、2001年4月1日から2002年3月31日まで奈良女子大学にて大学院の人間文化研究科の客員講師を、2001年4月1日から名古屋大学にて大学院の生命農学研究科の客員講師を、2002年4月1日から2003年3月31日まで山形大学にて医学部の客員講師を、2002年4月1日から同年9月20日まで帝塚山大学にて短期大学部の客員講師を、それぞれ非常勤で兼任していた。また、独立行政法人である産業技術総合研究所においては、2002年5月1日から2005年3月31日にかけて、客員研究員を兼任していた。
京都府立医科大学における大学院重点化に伴い、2003年4月より医学研究科の教授が本務となった。医学研究科においては生体機能制御学を担当した。2007年4月からは、免疫内科学を担当することになった。2008年2月からは、消化器内科学を担当することになった。なお、2003年9月より東洋医学講座を、2004年5月より生体安全医学講座を、2005年6月より生体機能分析医学講座を、2007年4月より健康予防医学講座を、2008年5月よりがん免疫細胞制御学を、2008年7月より消化器先進医療開発講座を、それぞれ担当を併任することになった。また、京都府立医科大学においては要職を歴任し、2006年4月には予防医学センターのセンター長に就任し、2009年4月には医療センターの所長に就任した。また、2006年1月からは、東京大学の大学院において、農学生命科学研究科の特任教授を兼任することになった。農学生命科学研究科においては、主としてアグリバイオインフォマティクスを担当した。そのほか、2003年4月1日から2004年3月31日まで、金沢大学にて大学院の医学系研究科の講師を非常勤で兼任していた。
2011年4月、京都府立医科大学の学長に就任した。また、京都府立医科大学や京都府立大学を設置・運営する「京都府公立大学法人」においては、副理事長に就任した。しかし、ディオバン事件に伴い、京都府立医科大学の教員である松原弘明らの不正が発覚したため、トップとしての責任を問われ訓告処分を受けた。2017年2月、京都府立医科大学の教育研究評議会から学長辞任を勧告されるが、「辞任するつもりはない」と反論した。ただ、体調が優れないこともあり、学長として3期目の続投が既に内定していたが、再任を辞退することにした。

## 研究
専門は医学であり、特に消化器病学、フリーラジカル学、予防医学、食品栄養学、疾患バイオマーカー、ゲノミクス、プロテオミクス、リピドミクスといった分野の研究を手掛けていた。特にフリーラジカルについての研究が世界的に知られており、1988年に国際フリーラジカル学会の大会が日本で開催された際には、二木鋭雄とともに組織委員の中心として活躍した。さらに、二木とともに国際フリーラジカル学会の日本支部となる「SFRR Japan」を起ち上げた。のちに国際フリーラジカル学会の会長に就任し、2005年1月から2006年12月まで在任した。
なお、SFRR Japanは、2001年に磁気共鳴医学会と合併を果たし、日本フリーラジカル学会となった。2002年、吉川は日本フリーラジカル学会の会長に就任した。また、2003年には、日本過酸化脂質・フリーラジカル学会の会長にも就任した。吉川が会長として在任した頃より、両会の合併の機運が高まり、2007年6月の日本過酸化脂質・フリーラジカル学会大会と日本フリーラジカル学会学術集会にて、両会の合併が決定した。それに伴い、新たに日本酸化ストレス学会が発足し、翌年6月の第1回学術集会の会長は吉川が務めた。なお、日本酸化ストレス学会においては、理事長などの役職も務めた。これまでの功績から、のちに日本酸化ストレス学会より名誉理事長の称号が授与されている。
そのほか、日本機能水学会、日本抗加齢医学会においては、それぞれ理事長を務め、日本予防医学会、日本ハイパーサーミア学会においては、それぞれ副理事長を務め、日本消化管学会、日本消化器免疫学会、日本炎症・再生医学会、日本ショック学会においては、それぞれ理事を務め、日本内科学会、日本消化器病学会、日本消化器内視鏡学会、日本ビタミン学会においては、それぞれ評議員を務めた。
1998年には、日本フリーラジカル学会賞を授与されている。

## 人物
淡海一家の総長と面識があり、京都市のお茶屋や料理店で食事を共にした経験を持つ。しかし、総長の病状について京都府立医科大学附属病院が検察に虚偽報告をしていたとの疑惑が報じられ、それに伴い、吉川と総長の会食の件も報じられることになった。京都府立医科大学の教育研究評議会は、これらの報道について問題視し、吉川が体調を崩していることなどを理由に学長辞任を勧告した。しかし、吉川は、総長とは偶然二回遭ったと説明しており、「（そうした）私の行動が辞任に値するのか」と指摘している。また、虚偽報告については「診断書や回答書の作成には一切、指示や関与はしていない」と説明しており「警察に嫌疑をかけられて心外、無念」「無実である以上、学長を辞任する理由はない」としている。

## 略歴
- 1947年 - 京都府にて誕生。
- 1973年 - 京都府立医科大学医学部卒業。
- 1973年 - 京都府立医科大学附属病院研修医。
- 1981年 - 京都府立医科大学医学部助手。
- 1984年 - ルイジアナ州立大学客員教授。
- 1986年 - 明治鍼灸大学講師。
- 1987年 - 京都薬科大学講師。
- 1989年 - 岡山大学医学部講師。
- 1991年 - 放射線医学総合研究所職員。
- 1993年 - 東京大学先端科学技術研究センター教授。
- 1993年 - 大阪市立大学医学部講師。
- 1993年 - 放射線医学総合研究所職員。
- 1995年 - 京都府立医科大学医学部助教授。
- 1996年 - 徳島大学工学部客員講師。
- 1999年 - 神戸大学医学部客員講師。
- 2000年 - 京都府立医科大学医学部教授。
- 2000年 - 椙山女学園大学大学院生活科学研究科講師。
- 2001年 - 奈良女子大学大学院人間文化研究科客員講師。
- 2001年 - 名古屋大学大学院生命農学研究科客員講師。
- 2002年 - 山形大学医学部客員講師。
- 2002年 - 帝塚山大学短期大学部客員講師。
- 2002年 - 産業技術総合研究所客員研究員。
- 2003年 - 金沢大学大学院医学系研究科講師。
- 2005年 - 国際フリーラジカル学会会長。
- 2006年 - 東京大学大学院農学生命科学研究科特任教授。
- 2006年 - 京都府立医科大学予防医学センターセンター長。
- 2009年 - 京都府立医科大学医療センター所長。
- 2011年 - 京都府立医科大学学長。

## 賞歴
- 1998年 - 日本フリーラジカル学会賞。

## 著作

### 単著
- 吉川敏一著『フリーラジカル入門』先端医学社、1996年。ISBN 491589228X
- 吉川敏一著『フリーラジカルの医学』診断と治療社、1997年。ISBN 4787807242
- 吉川敏一著『フリーラジカルの科学』講談社、1997年。ISBN 4061536508
- 吉川敏一著『よくわかるビタミンブック――この症状に、このビタミン』最新版、主婦の友社、1998年。ISBN 4072242489
- 吉川敏一著『フリーラジカル入門』続編、先端医学社、1998年。ISBN 4915892654

### 編纂
- 大柳善彦・吉川敏一編『フリーラジカルの臨床』1巻、日本医学館、1987年。ISBN 4890440186
- 大柳善彦・吉川敏一編『フリーラジカルの臨床』2巻、日本医学館、1987年。ISBN 4890440232
- 大柳善彦・吉川敏一編『フリーラジカルの臨床』3巻、日本医学館、1988年。ISBN 4890440437
- 西川弘恭・吉川敏一編『ESRとフリーラジカル』日本医学館、1989年。ISBN 4890440496
- 大柳善彦・吉川敏一編『フリーラジカルの臨床』4巻、日本医学館、1990年。ISBN 4890440852
- 大柳善彦・吉川敏一編『フリーラジカルの臨床』5巻、日本医学館、1990年。ISBN 4890441050
- 奥田拓男・吉川敏一編『フリーラジカルと和漢薬』国際医書出版、1990年。ISBN 4875830254
- 石津和彦・吉川敏一編『磁気共鳴と医学』1巻、日本医学館、1990年。ISBN 4890440895
- 中野稔・吉川敏一編『活性酸素と発光』日本医学館、1990年。ISBN 489044095X
- 大柳善彦・吉川敏一編『フリーラジカルの臨床』6巻、日本医学館、1991年。ISBN 4890441360
- 二木鋭雄ほか編『磁気共鳴と医学』2巻、日本医学館、1991年。ISBN 4890441174
- 小倉良平・吉川敏一編『磁気共鳴と医学』3巻、日本医学館、1992年。ISBN 4890441573
- 大柳善彦・吉川敏一編『フリーラジカルの臨床』7巻、日本医学館、1993年。ISBN 4890441832
- 森昭胤・吉川敏一編『磁気共鳴と医学』4巻、日本医学館、1993年。ISBN 4890441913
- 中野稔ほか編『スーパーオキシド――化学・生物学・医学』3回増補版、医歯薬出版、1994年。ISBN 4263203674
- 吉川敏一編集『胃粘膜障害とフリーラジカル』先端医学社、1994年。ISBN 4915892093
- 大柳善彦・吉川敏一編『フリーラジカルの臨床』8巻、日本医学館、1994年。ISBN 4890442189
- 吉川敏一編『磁気共鳴と医学』5巻、日本医学館、1994年。ISBN 4890442294

### 翻訳
- B.Halliwell・J.M.C.Gutteridge著、松尾光芳ほか訳『フリーラジカルと生体』学会出版センター、1988年。ISBN 4762215538
- Dipak K.Das・Walter B.Essman編、加藤博通ほか訳『酸素ラジカルと疾病』建帛社、1992年。ISBN 4767960517

## 出演
- 『鈴木美智子の脳活ラジオ』京都放送。

## 関連人物
- 鎌田實